# Предраг Митровић
Предраг Митровић (Београд, 15. јул 1957) српски је позоришни и ТВ редитељ, театролог, драмски писац. Основао је и водио неколико школа глуме, био је заменик градоначелника Сарајева у периоду од 2005. до 2009. године, помоћник министра.

## Биографија
Гимназију је завршио у Сарајеву. На Филозофском факултету у Сарајеву завршио је студије на групи Општа књижевност и сценске умјетности, група режија а годину дана касније, паралелним студирањем и група театрологија.
Након одслуженог војног рока и боравка у иностранству где је радио као асистент режије и редитељ у театрима Велике Британије (Лондон, Глазгов), вратио се у Сарајево. Од 1984. године радио је прво за ABC (САД) током Олимпијаде у Сарајеву, а касније као спољни сарадник у ТВСА (данашњи БХРТ) у својству новинара, асистента режије, реализатора па редитеља. Током 1986. године кратко је боравио у Великој Британији (режија у Театру I. Shaw). Исте године због нерешеног радног статуса прелашао је у ТВБГ данашњи РТС, где је радио у почетку као асистент режије и као редитељ емисија из културе и документарних филмова, те као главни реализатор емисије „Региони данас“, данашње „Србија данас“ чији концепт је осмислио заједно са тадашњим главним уредником Слободаном Арежином. Године 1987. на позив директора прелази у Зајечар у ТВ Тимочке Крајине у својству главног редитеља, а у Позоришту Тимочке Крајине (данас Театар “Зоран Радмиловић”) режира са скупином глумаца представу “Радован III”.
Године 1987/88. вратио се у Сарајево и радии на Радију 202 у својству новинара и уредника (еколошки програм, редакција за културу). Уз то је паралелно радио и на ТВ (рекламе, видео спотови, краће видео форме), учествовао у оснивању и раду прве ванинституционалне ТВ “Добре вибрације”, затим у оснивању и раду ТВ СА3 - трећи програм ТВ Сарајево, радио је као уредник - водитељ у више емисија, редитељ, заменик главног уредника. Године 1989. по сопственој идеји оснива прву мултирелигијску емисију под називом “Једнодушје” која постиже велику гледаност са трећег канала, сели на други канал, те се пред грађански рат у БиХ емитује на првом и другом каналу ТВСА – паралелно ради као репортер, уредник верског програма, шеф програма за културу, уметност и образовање и Продуцент III у редакцији драмског програма. Године 1992. ради сценарио и режију два документарна филма, номинована од стране ТВСА за Берлински фестивал и уз то бива постављен за уредника новоформиране редакције верског програма ТВСА. До избијања рата радио је на организацији и развоју овог мултикултурног програма. Исте 1992. године теже оштећеног здравља (мождани удар) напушта БиХ, те након опоравка у В. Британији и Италији, где ради у оквиру маркетиншких агенција у својству копирајтера и уметничког директора, одлази у Црну Гору. Од Велике Британије, где ради са децом избеглица упознајући се са психодрамом, развија идеју модерне школе глуме која би се ослањала на резултате психоистраживања у складу са модерним театарским токовима на западу.
На ТВЦГ радио је у својству редитеља документарног и играног програма у ком својству је режирао историјски ТВ филм „Јован Крститељ“ са глумцима Црногорског народног позоришта који је три пута репризиран у ЈРТ драмском термину. За ТВЦГ са никшићким глумцима снимио је централну емисију прославе Нове године у Црној Гори са играним програмом „Још смо живи“ као централним хумористичким садржајем. У Бару је основао школу глуме из које је потекла и данашња професорица дикције на Факултету драмских уметности у Београду Дијана Маројевић Диклић. Са полазницима школе глуме освојио је бројне награде, а представа „Сироти мали хрчки“ Гордана Михића се у измењеном саставу успешно и данас изводи на сцени Културног центра у Бару.
Од 1993. до 1997. године своје активности реализовао је у Лозници. Ту је 1993. године учествовао у креаирању ТВ програма ТВ Лозница и у њеном оснивању. Од 1994. радио је у КПЦ „Вук Караџић“ у Лозници и за непуне четири године основао је школу глуме кроз коју је прошло стотине лозничке деце и младих, а осам полазника школе наставило је и завршило студије глуме, а неки активно глуме у професионалним позориштима у Београду, Суботици, на филмовима и серијама РТС. За време рада школе глуме поставио је са полазницима 13 представа за децу и одрасле од које су гостовале широм Србије и на Фестивалима. За тај рад 1997. добија, од Културнопросветне заједнице Србије, Златну значку „за несебичан, предан и дуготрајан рад и стваралачки допринос у ширењу културе“.
Након Лознице отишао је у Никшић где је радио као режисер у ТВ Никшић, а основао је и школу глуме и поставио темеље обнове Никшићког народног позоришта. У професионалном театру за децу и младе у Подгорици поставио је представ „Буквара“ по тексту Илије Лакушића у сопственој адаптацији и осново је Поетски театар који је у Народном позоришту у Подгорици изводио његову адаптацију поезије истог аутора као целовечерњу представу. Такође деловао је као саветник за пројекте при Министарству културе Црне Горе.
У Сарајево се вратио 1999. године у својству спољног сарадника у ТВСА (Кантонална ТВ), и радио је као редитељ у оквиру маркетинга ТВСА, правио музичке ТВ спотове, документарне емисије. Уз то у оквиру Културног Центра у Јелићевој (данас ЈУ Центар културе и младих Опћине Центар) основао је школу глуме и психодрамску радионицу у којој је радио са децом и омладином која показују симптоме посттрауматског стрес синдрома. У истом периоду почео је да обавља функцију заменика председника Управног одбора Народног позоришта у Сарајеву.
Од 2001. године се запослио на  БХРТ, где је између осталог радио у својству уредника редакције културе, науке и образовања. У оквиру ТВ и Радио драмског програма основао је дечију сцену из које су потекли многи млади глумци, а најпознатија је Луна Мијовић која је играла главну улогу у филну „Грбавица“. Уз то на БХ Радију 1 је уређивао и водио емисију о ИТ технологијама. У то време био је и члан међународног жирија за оцену играних програма радија и телевизије на фестивалу у Италији који се те године одржавао у Катанији. Паралелно је основао „Livingdrama театар“ који ради на принципима психодраме. У том периоду са најбољим оценама завршава LSPR „London school of public relations“ и више краћих школа за односе с јавношћу и престижни интензив маркетинга Филипа Котлера који додељује властиту диплому.
Изабран је 2005. године за Заменика градоначелника Сарајева где у професионалном статусу обавља функцију до 2009. године. Паралелно је радио на оснивању „Сарајевског студентског театра“ и поставио ауторску експерименталну драму „Не“. Од 2008. године је био ангажован и у Фондацији за кинематографију у Комисији за валоризацију сценарија приспелих на конкурс Фондације за кинематографију.
Од 2009. године након постављења за Савјетника премијера и Савјетника у Министарству образовања за економска питања, информатизацију међународну сарадњу и извештавање, засновао је радни однос у Министарству образовања и науке које има седиште у Мостару у почетку као Помоћник министра за европске интеграције и економска питања, а касније као Помоћник министра за високо образовање и науку. Од 2011. године на позив министра прелази у Сарајево и ради као Помоћник министра за културу и културно наслеђе у Министарству културе и спорта.
Објавио је 2018. године роман „Луци Феро - Онима који могу замислити неки други свијет”.
Од октобра 2021. радно ангажовање је пренео поново у Србију и изабран за директора Библиотеке „Политика” у Крупњу.